# ダイダイイグチ
ダイダイイグチ（橙猪口、学名: Crocinoboletus laetissimus）は広葉樹林に生えるイグチ科ダイダイイグチ属（クロキノボレトゥス属）の中型のキノコ。傘と柄は鮮やかな橙黄色になり傷つくと青変するのが特徴で、独特の異臭がある。食毒性はいまだ不明とされる。

## 分布と生育環境
日本の東海地方以西の西日本、中国、オーストラリアに分布する。菌根菌。夏から秋にかけて、ナラ・カシ・シイなどの広葉樹林内の地上に発生する。多数の子実体が群生することが多い。

## 特徴
傘の径は4 - 8センチメートル (cm) 、はじめ半球形で、のちに丸山形から扁平に開く。傘の上面は鮮やかな橙黄色をしており、橙色から赤橙色を呈し、表面はやや綿毛状またはほぼ滑らかで、湿るとやや粘性を示す。傘の下面は管孔状になり、傘と同色。管孔は上生し、長さ2.5 - 7 cm。円形の孔口は小さく、管孔よりも濃色である。
柄は中実、長さ5 - 11 cm、太さ12 - 20ミリメートル (mm) 、傘と同色で太くずんぐりとしており、表面は無毛で滑らか。肉は充実していて、手に持つとしっかりと重さを感じる。傘や柄を傷をつけると顕著な青変性を示す。カーバイドの硫黄臭のような独特の悪臭がある。
担子胞子は楕円形から類紡錘形で、9 - 12.5 × 4 - 5マイクロメートル (μm) 、無色から黄色、非アミロイド性。胞子紋はオリーブ褐色。